# Dichiarazione Masserano-Rochford

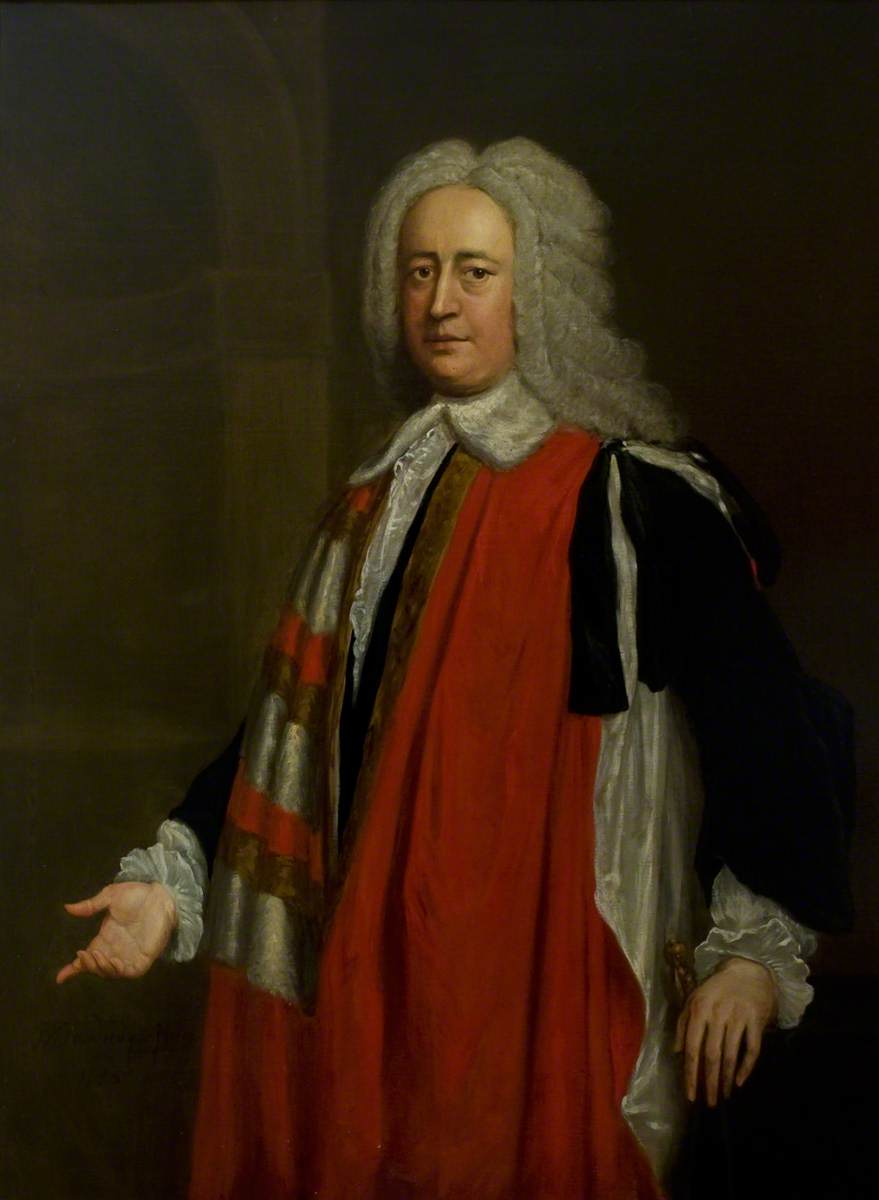
Il IV conte di Rochford, ritratto in età adulta, da Bartholomew Dandridge. Già ambasciatore di Gran Bretagna in Spagna, firmò e accettò la dichiarazione del principe di Masserano, in qualità di Segretario di Stato.

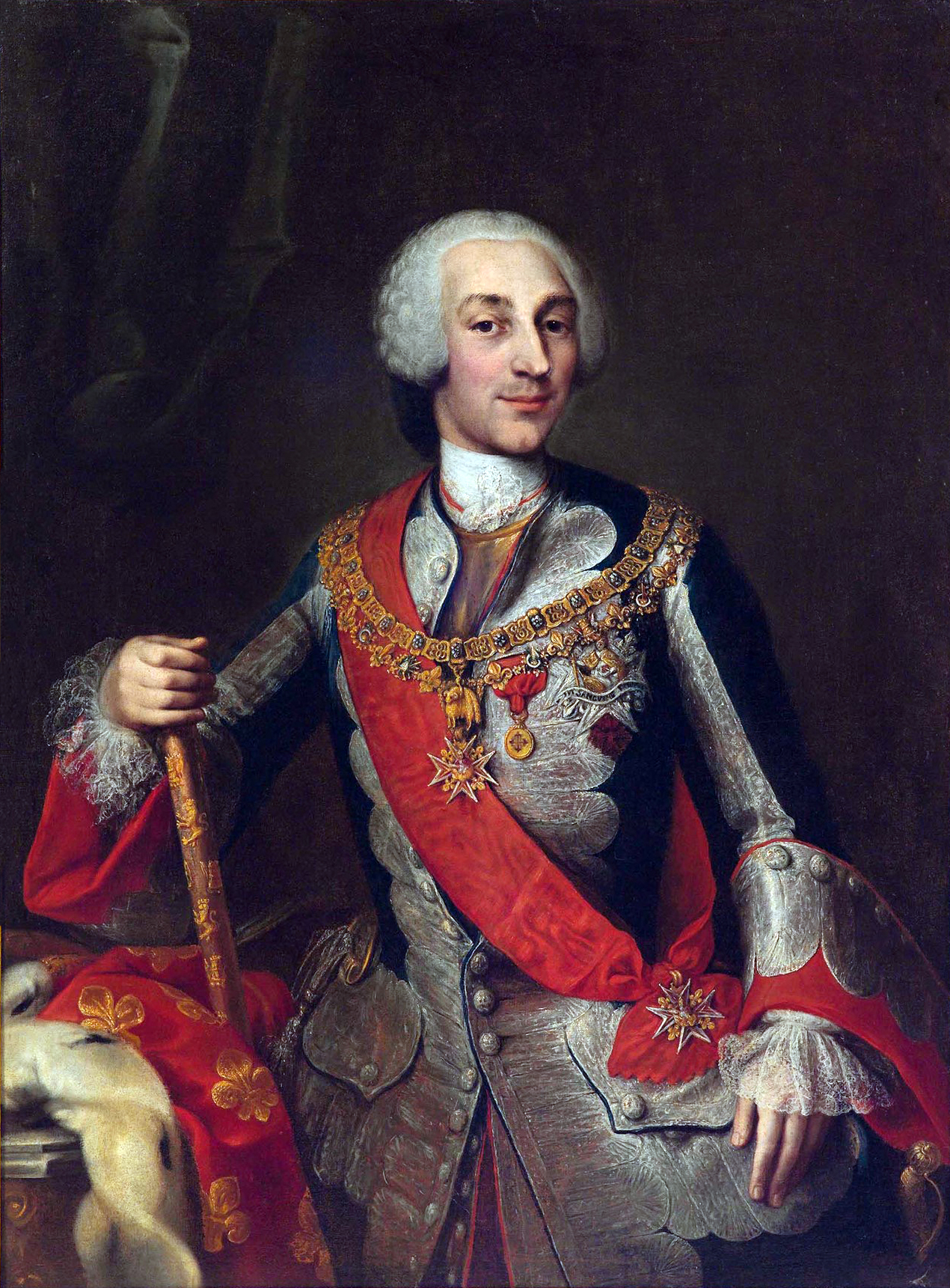
Il principe di Masserano, Vittorio Filippo Ferrero-Fieschi, di origine piemontese, fu ambasciatore spagnolo a Londra. Molto vicino a Girolamo Grimaldi, fu l'autore della dichiarazione che prese il suo nome.

La Dichiarazione Masserano-Rochford, meglio conosciuta come Dichiarazione Masserano (o di Masserano), fu un atto diplomatico che consisteva in uno scambio di note, una sorta di patto di non belligeranza, tra i governi di Gran Bretagna e Spagna per giungere ad una soluzione pacifica della crisi diplomatica sulle Isole Falkland del 1770, che portò entrambi i paesi sull'orlo della guerra.
Lo scambio di note avvenne il 22 gennaio 1771 e consisteva in una dichiarazione del principe di Masserano Vittorio Filippo Ferrero-Fieschi (da cui il nome), ambasciatore spagnolo in Gran Bretagna, e in un'accettazione da parte del conte di Rochford, Guglielmo Enrico, segretario di Stato del governo britannico.
Con la dichiarazione di Masserano, la Spagna ristabiliva le condizioni precedenti la battaglia di Port Egmont, ma con il solo intento di riparare l'incidente diplomatico occorso con re Giorgio III, causato dalla violenta espulsione dell'esercito britannico e dei sudditi britannici. La dichiarazione non poteva essere però interpretata come una rinuncia alla questione della sovranità delle Falkland da parte della Spagna, di cui se ne riservava il diritto.

## Testo
Di seguito il testo della dichiarazione, che recita:
Habiéndose quejado su Majestad británica de la violencia cometida el 10 de junio de 1770 en la isla llamada comunmente la Gran Malvina y por los ingleses Isla de Falckland, obligando a la fuerza al comandante y súbditos de su Majestad británica a evacuar el que ellos denominan Puerto Egmont, paso ofensivo al honor de su corona; el príncipe de Maserano, embajador estraordinario de su Majestad católica tiene órden de declarar y declara, que su Majestad católica en consideracion al amor que tiene a la paz y a que continúe la buena armonia con su Majestad británica, y reflexionando que aquel suceso pudiera interrumpirla, ha visto con desagrado dicha empresa capaz a turbarla; y en la persuasion en que su Majestad se halla de la reciprocidad de sentimientos de su Majestad británica y de cuán lejos se halla de autorizar cosa alguna que pudiese turbar la buena inteligencia ente ambas córtes, su Majestad católica reprueba la sobredicha violenta empresa: y por lo tanto, el príncipe de Maserano declara, que su dicha Majestad católica se obliga a dar órden inmediatamente que se repongan las cosas en la Gran Malvina y Puerto de Egmont en el mismo estado que se hallaban antes del 10 de junio de 1770; a cuyo efecto su Majestad católica comisionará a uno de sus oficiales para entregar al oficial autorizado por su Majestad británica el puerto y fuerte llamado de Egmont, con toda la artillería, municiones de guerra y efectos de su Majestad británica y de sus súbditos, que se hallaban allí el mencionado dia, conforme el inventario que se formó.
El príncipe de Maserano declara al mismo tiempo en nombre del rey su amo, que la promesa que hace su dicha Majestad católica de restituir a su Majestad británica la posesion del fuerte y puerto llamado de Egmont no perjudica de modo alguno a la cuestión del derecho anterior de soberanía de las Islas Malvinas, por otro nombre de Falckland En fé de lo cual, yo el infrascrito embajador estraordinario he firmado la presente declaración en la forma que acostumbro, y la he hecho poner el sello de mis armas.
En Londres a 22 de enero de 1771.
El príncipe de Masserano»
Sua Maestà britannica si è lamentata delle violenze commesse il 10 giugno 1770 sull'isola comunemente chiamata Gran Malvina e dagli inglesi Falckland Island, costringendo il comandante e i sudditi di sua maestà britannica a evacuare quella che chiamano Port Egmont, un atto offensivo per l'onore della sua corona; Il Principe di Masserano, ambasciatore straordinario di sua maestà cattolica ha l'ordine di dichiarare e dichiara, che Sua Maestà cattolica in considerazione dell'amore che ha per la pace e che continui la buona armonia con sua maestà britannica, e riflettendo che quell'evento potrebbe interromperla, ha visto con dispiacere che un'impresa del genere possa turbarla; e nella persuasione in cui Sua Maestà è della reciprocità dei sentimenti di Sua Maestà Britannica, e di quanto sia lontano dall'autorizzare qualsiasi cosa che possa disturbare il buon senso tra le due corti, Sua Maestà Cattolica rimprovera la suddetta violenta impresa: e pertanto, il principe di Maserano dichiara che, su detta di Sua Maestà Cattolica, è obbligata a ordinare immediatamente che le cose siano restaurate nella Malvina Maggiore e nel Porto di Egmont nello stesso stato in cui erano prima del 10 giugno 1770; a tal fine sua maestà cattolica incaricherà uno dei suoi ufficiali di consegnare all'ufficiale autorizzato da sua maestà britannica, il porto e il forte, chiamati Egmont, con tutta l'artiglieria, le munizioni di guerra e gli effetti di sua maestà britannica e dei suoi sudditi, che erano lì quel giorno, secondo l'inventario che si era formato.
Il Principe di Masserano dichiara contestualmente a nome del Re suo padrone, che la promessa fatta, su detta della Maestà Cattolica, di restituire a sua Maestà Britannica il possesso del forte e del porto chiamato Egmont, non pregiudica in alcun modo la questione del precedente diritto di sovranità delle Isole Malvine, con un altro nome, di Falckland, in fede del quale, io sottoscritto, l'ambasciatore straordinario, ho firmato questa dichiarazione nel modo consueto e le ho fatto apporre il sigillo delle mie armi.
In Londra, il 22 gennaio 1771.
Il principe di Masserano»
(Vittorio Filippo Ferrero-Fieschi, principe di Masserano e ambasciatore spagnolo, Dichiarazione di Spagna, 1771)
L'accettazione incondizionata del governo britannico:
Habiendo autorizado su Majestad católica al escelentísimo señor príncipe de Maserano, su embajador estraordinario para que ofreciese en nombre de su Majestad al rey de la Gran Bretaña una satisfaccion por la injuria hecha a su Majestad británica, desposeyéndole del fuerte y puerto Egmont; y habiendo firmado hoy dicho embajador una declaración que acaba de entregarme y en que espresa, que deseoso si Majestad católica de restablecer la buena armonia y amistad que subsistia antes entre las dos coronas reprueba la espedicion contra Puerto Egmont, en la cual se empleó la fuerza contra las posesiones, comandante y suditos británicos, y promete también reponer inmediatamente todas las cosas en el mismo estado en que estaban antes del 10 de junio de 1770; y que su majestad católica dará comision a uno de sus oficiales para entregar al oficia comisionado por su Majestad británica el puerto y fuerte de Puerto Egmont; como igualmente toda la artillería municiones y efectos de su Majestad británica y de sus súbditos, según el inventario que se formó, y habiéndose también obligado dicho embajador en nombre de su Majestad católica a que se realizará el contenido de dicha declaración, entregándose en el término de seis semanas a uno de los primeros secretarios de estado de su Majestad británica el duplicado de las órdenes que pase su Majestad británica a fin de manifestar las mismas disposiciones amistosas, me ha autorizado a declarar que mirará la citada declaración del príncipe de Maserano y el entero cumplimiento de la promesa de su Majestad católica como una reparacion de la injuria hecha a la corona de la Gran Bretaña
En fé de lo cual, yo el infrasrito, uno de los principales secretarios de estado de su Majestad británica, he firmado la presente en la forma que acostumbro, y la hice poner el sello de mis armas.
En Londres 22 de enero de 1771.
Rochford»
Sua Maestà Cattolica avendo autorizzato Sua Eccellenza il Principe di Masserano, suo ambasciatore straordinario, ad offrire in nome di Sua Maestà al Re di Gran Bretagna una soddisfazione, per l'offesa arrecata a Sua Maestà Britannica, espropriandolo del forte e porto Egmont; E avendo, suddetto ambasciatore, oggi firmato una dichiarazione, che mi ha appena consegnato e in cui esprime quanto ansioso sia la Maestà Cattolica di ristabilire la buona armonia e l'amicizia che esisteva prima tra le due corone; condanna la spedizione contro Port Egmont, in cui la forza è stata usata contro i possedimenti, il comandante e i sudditi britannici, e promette anche di riportare immediatamente tutte le cose allo stesso stato in cui erano prima del 10 giugno 1770; e che Sua Maestà Cattolica incaricherà uno dei suoi ufficiali di consegnare all'ufficio incaricato da Sua Maestà Britannica il porto e il forte di Port Egmont; così come tutta l'artiglieria, le munizioni e gli effetti di sua maestà britannica e dei suoi sudditi, secondo l'inventario che è stato formato, e detto ambasciatore ha anche obbligato a nome di Sua Maestà cattolica a rendere il contenuto di detta dichiarazione, consegnando nel termine di sei settimane ad uno dei primi segretari di stato di Sua Maestà Britannica il duplicato degli ordini che Sua Maestà Britannica passa, per manifestare le stesse disposizioni amichevoli, mi ha autorizzato a dichiarare che prenderà visione della suddetta dichiarazione del principe di Masserano e il pieno adempimento della promessa di Sua Maestà Cattolica come riparazione per l'offesa fatta alla corona di Gran Bretagna
In fede di che, io sottoscritto, uno dei principali segretari di stato di Sua Maestà britannica, ho firmato questo documento nel mio modo consueto e ho fatto apporre il sigillo delle mie braccia.
In Londra il 22 gennaio 1771.

Rochford.»